# Saint-Laurent-des-Combes, Charente
Saint-Laurent-des-Combes là một xã ở tỉnh Charente phía tây nước Pháp. Xã này có diện tích 7,67 km², dân số năm 1999 là 71 người. Khu vực này có độ cao trung bình 128 mét trên mực nước biển.